# Villaverde de Guadalimar
Villaverde de Guadalimar è un comune spagnolo situato nella comunità autonoma di Castiglia-La Mancia.

## Geografia fisica
Nel territorio comunale si trovano le sorgenti del Guadalimar.